# Caux

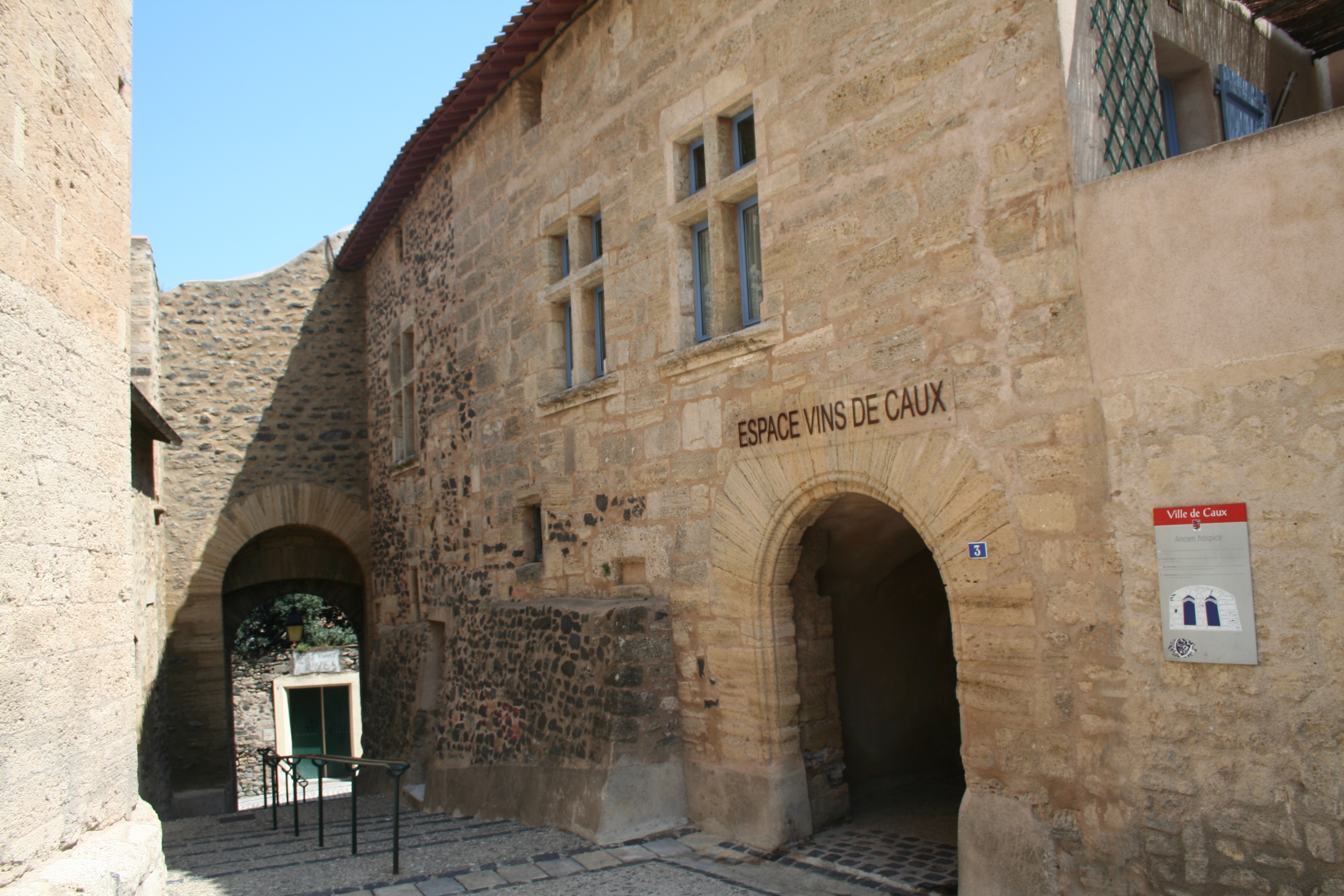
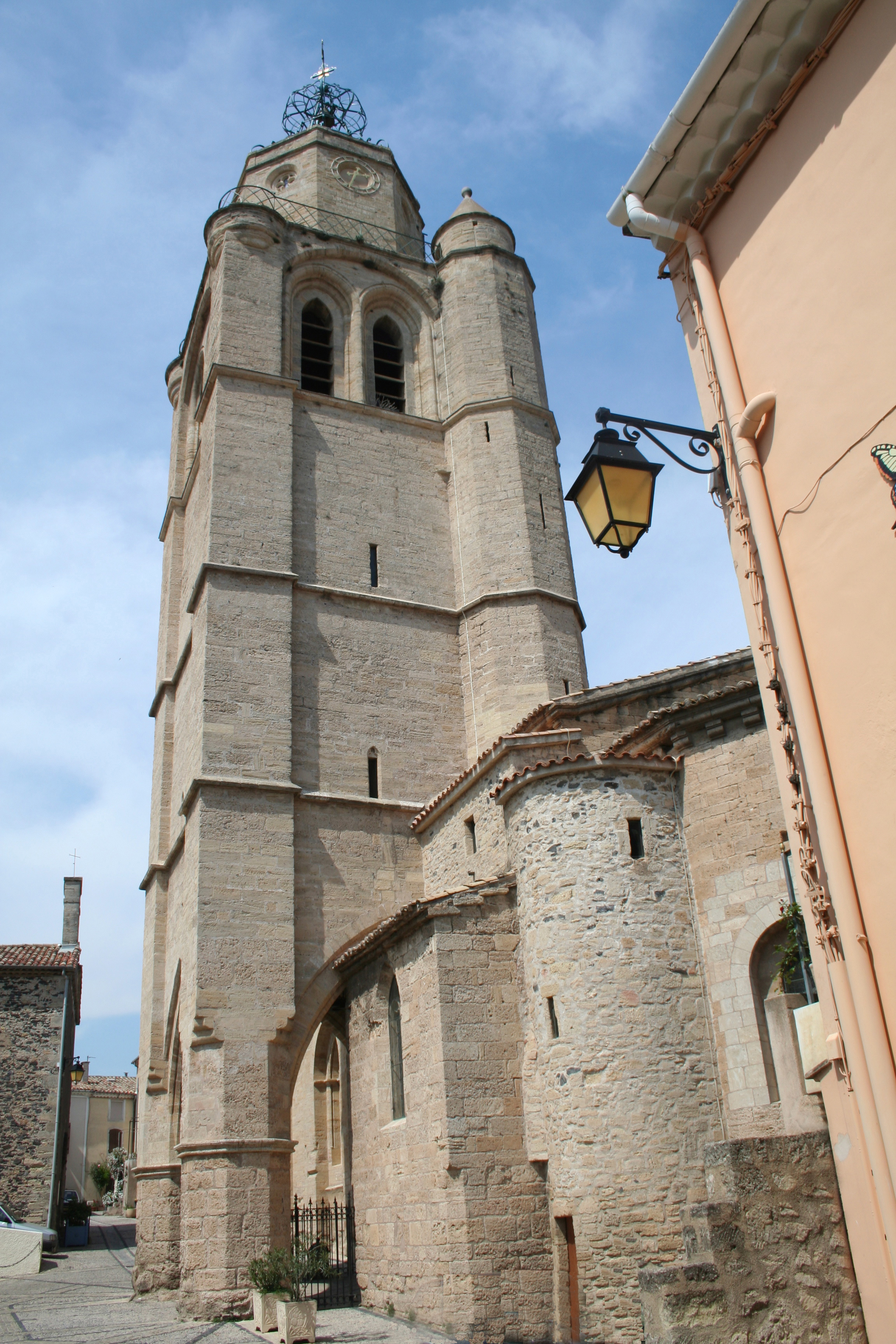
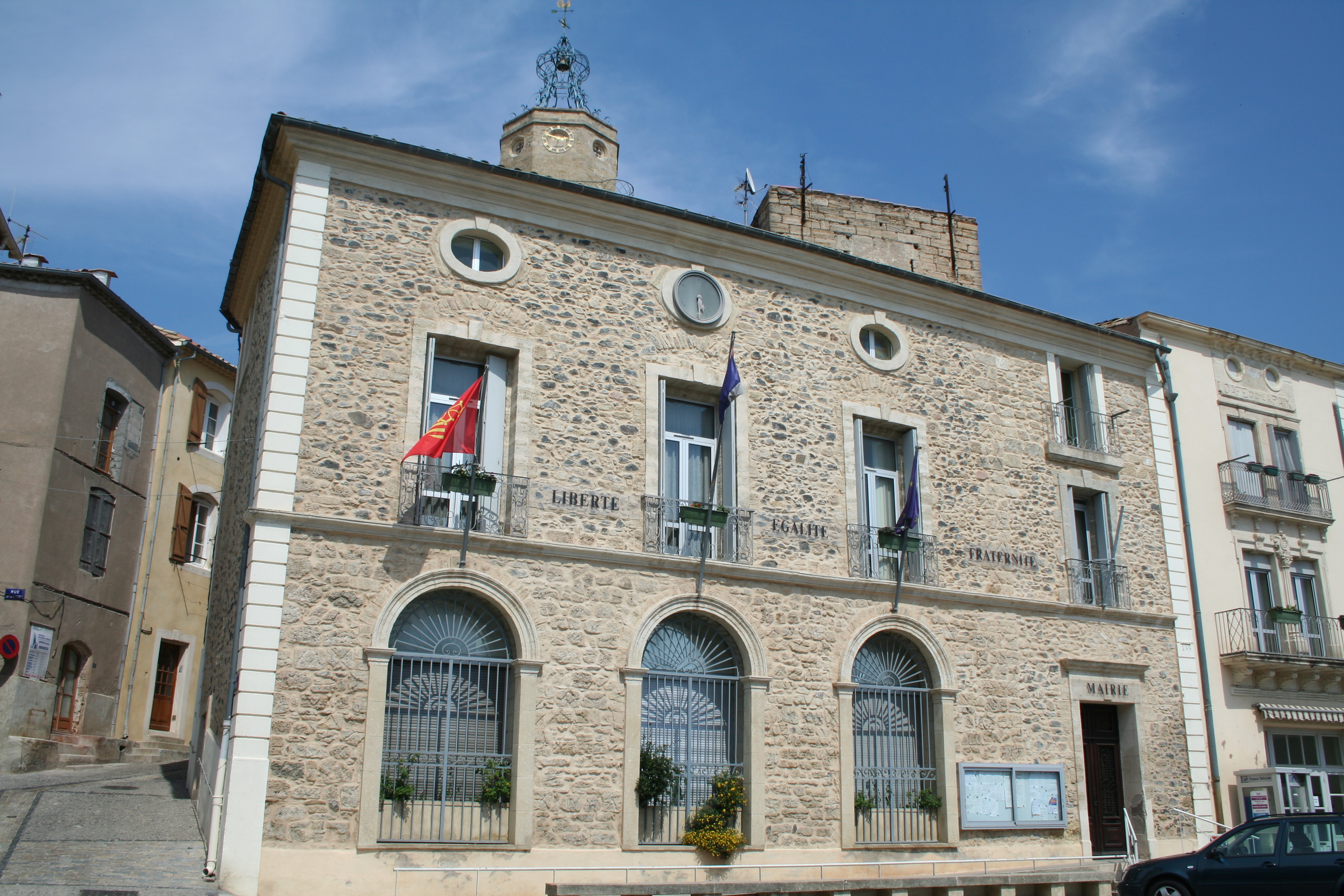

Caux – miejscowość i gmina we Francji, w regionie Oksytania, w departamencie Hérault.
Według danych na rok 1990 gminę zamieszkiwało 1709 osób, a gęstość zaludnienia wynosiła 69 osób/km² (wśród 1545 gmin Langwedocji-Roussillon Caux plasuje się na 221. miejscu pod względem liczby ludności, natomiast pod względem powierzchni na miejscu 282.).